# Whiteochloa capillipes
Whiteochloa capillipes är en gräsart som först beskrevs av George Bentham, och fick sitt nu gällande namn av Michael Lazarides. Whiteochloa capillipes ingår i släktet Whiteochloa och familjen gräs. Inga underarter finns listade i Catalogue of Life.